# Orhi
Der Orhi oder auch Ori (französisch Pic d’Orhy) ist ein Berg mit einer Höhe von 2017 msnm und liegt an der Grenze von Spanien und Frankreich in den Pyrenäen. Er markiert die Grenze der spanischen autonomen Region Navarra und dem historischen baskischem Gebiet Zuberoa. Damit ist er der höchste Berg, der ganz im Baskenland liegt, aber nur der vierthöchste hinter den Grenzgipfeln.
Als Ausgangspunkt für eine Besteigung eignen sich die Passhöhe des Port de Larrau oder der vorgelagerte Col d’Erroymendi.

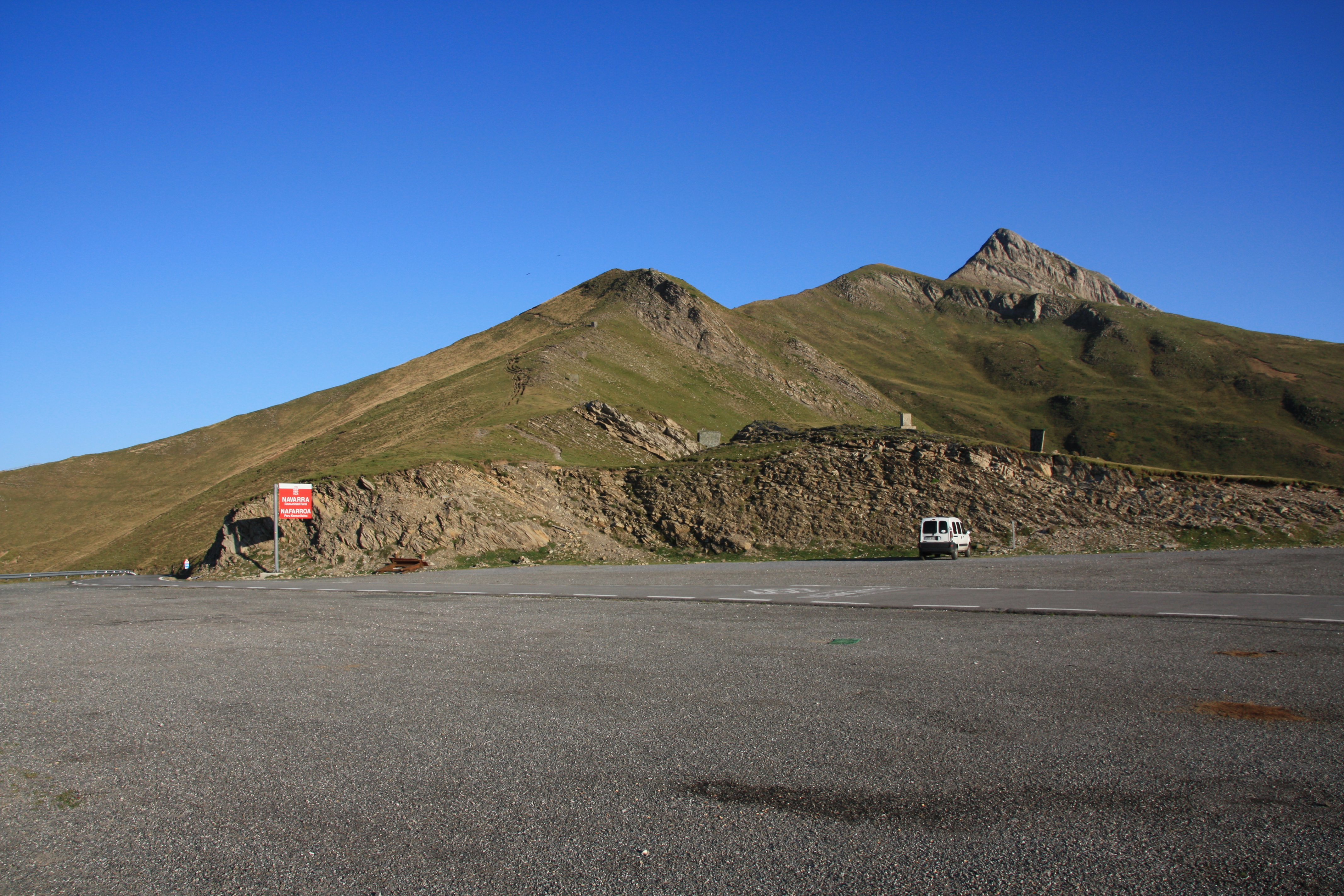
Ansicht von der Passhöhe Port de Larrau